# Небера, Владимир Павлович
Влади́мир Па́влович Небе́ра (укр. Володимир Павлович Небера; 2 июля 1924, Киев — 18 октября 1994, Киев) — украинский советский кинорежиссёр-документалист, оператор и педагог.

## Биография
Участник Великой Отечественной войны.
В 1949 году окончил Киевский институт театрального искусства. В 1950 году зачислен режиссёром в штат студии «Укркинохроника». Писал сценарии к своим фильмам либо самостоятельно, либо в соавторстве. С 1966 года — заведующей кафедрой кинорежиссуры Киевского института театрального искусства. Среди учеников Олег Бийма, Игорь Минаев и другие. Член КПСС в 1945—1991 годах.
Сын Павел Небера, кинооператор и сценарист.

## Фильмография

### Режиссёр
- 1950 — Большие перемены (с М. Л. Юдиным)
- 1955 — 150-летие Харьковского университета (с М. Л. Юдиным)
- 1957 — Киев, 1957
- 1957 — Красочный мир великой реки
- 1958 — С киноаппаратом по Кракову
- 1959 — Первомай в Киеве
- 1961 — Мы с Украины
- 1962 — Дорога мужественных (с Л. С. Френкелем)
- 1962 — Сын Украины
- 1963 — Золотые ворота (с Л. С. Френкелем)
- 1966 — Сто дней за океаном
- 1971 — Украина — шаги пятилетки (ТВ)
- 1973 — Гвардейцы хлебного поля (ТВ)
- 1974 — Продолжение подвига (ТВ)

## Сценарист
- 1957 — Киев, 1957 (с Борисом Палийчуком)
- 1958 — С киноаппаратом по Кракову (с Л. Д. Дмитерко)
- 1959 — Первомай в Киеве
- 1961 — Мы с Украины (с А. С. Малышко)
- 1962 — Сын Украины
- 1963 — Золотые ворота
- 1966 — Сто дней за океаном
- 1971 — Украина — шаги пятилетки (ТВ, с А. А. Ткаченко)
- 1973 — Гвардейцы хлебного поля (ТВ, с А. Форостяной)
- 1974 — Продолжение подвига (ТВ, с А. Форостяной)

## Награды
- 1959 — приз Всесоюзного кинофестиваля («С киноаппаратом по Кракову»)
- 1960 — Заслуженный деятель искусств Украинской ССР